# جوي فوستر إليس
جوي فوستر إليس (بالإنجليزية: Joey Foster Ellis)‏ هو فنان أمريكي، ولد في 27 أغسطس 1984 في أوبورن في الولايات المتحدة.